# Ben Griam Beg
Ben Griam Beg är ett berg i Storbritannien.   Det ligger i kommunen Highland och riksdelen Skottland, i den norra delen av landet, 800 km norr om huvudstaden London. Toppen på Ben Griam Beg är 296 meter över havet.
Terrängen runt Ben Griam Beg är varierad. Runt Ben Griam Beg är det mycket glesbefolkat, med 2 invånare per kvadratkilometer. Trakten runt Ben Griam Beg består i huvudsak av gräsmarker.